# Luis Miguel
Luis Miguel Gallego Basteri (ur. 19 kwietnia 1970 w San Juan) – meksykański piosenkarz pochodzenia włoskiego. Został czterokrotnie uhonorowany nagrodą Latin Grammy Awards i pięciokrotnie nagrodą Grammy. Ma swoją gwiazdę w Hollywoodzkiej Alei Gwiazd.